# Kalinovac (Ub)
Kalinovac (Servisch cyrillisch Калиновац) is een plaats in de Servische gemeente Ub. De plaats telt 480 inwoners (2002).